# Elkford
Elkford ist eine Gemeinde im Südosten der kanadischen Provinz British Columbia, im Regional District of East Kootenay. Sie ist Endpunkt des Highway 43.
Die Gemeinde liegt im Tal des Elk Rivers, westlich der kontinentalen Wasserscheide in der Southern Continental Ranges, einer Teilkette der Kanadischen Rocky Mountains.

## Geschichte
Ursprünglich Jagd und Siedlungsgebiet der Ktunaxa, erfolgte die Zuerkennung der kommunalen Selbstverwaltung für die Gemeinde am 16. Juli 1971 (incorporated als Village Municipality). Am 9. Oktober 1981 änderte sich der Status und aus dem Dorf wurde eine District Municipality.

## Demographie
Die letzte Volkszählung, der Census 2016, ergab für die Ansiedlung eine Bevölkerungszahl von 2.499 Einwohnern, nachdem der Zensus 2011 für die Gemeinde noch eine Bevölkerungszahl von 2.523 Einwohnern ergeben hatte. Die Bevölkerung nahm damit im Vergleich zum letzten Zensus im Jahr 2011 um 1,2 % ab und entwickelte sich entgegen dem Provinzdurchschnitt, deren Bevölkerungszahl im selben Zeitraum um 5,6 % angewachsen war. Bereits im Zensuszeitraum 2006 bis 2011 hatte sich die Einwohnerzahl in der Gemeinde deutlich schwächer als im Provinzdurchschnitt, dort mit einer Zunahme um 7,0 %, entwickelt und hatte nur um 2,4 % zugenommen.
Zum Zensus 2016 lag das Durchschnittsalter der Einwohner bei 37,4 Jahren und damit weit unter dem Provinzdurchschnitt von 42,3 Jahren. Das Medianalter der Einwohner wurde mit 38,0 Jahren ermittelt. Das Medianalter aller Einwohner der Provinz lag 2016 bei 43,0 Jahren. Zum Zensus 2011 wurde für die Einwohner der Gemeinde noch ein Medianalter von 38,3 Jahren ermittelt, bzw. für die Einwohner der Provinz bei 41,9 Jahren.

## Bildung
Die Stadt weist an Bildungseinrichtungen zwei Schulen auf, nämlich die Rocky Mountain Elementary School und die Elkford Secondary School. Sie hatten im Januar 2006 etwa 400 Schüler.

## Wirtschaft
Der überwiegende Teil der berufstätigen Bevölkerung arbeitet in der Kohlengrube, die heute von Teck Resources betrieben wird. In diesem Gebiet befinden sich fünf der sechs Kohlegruben des Unternehmens, das sich auf die Exporte nach Ostasien spezialisiert hat.

## Verkehr
Öffentlicher Personennahverkehr wird örtlich und mit einer regionalen Verbindung über Sparwood nach Fernie durch das „Elk Valley Transit System“ angeboten, welches von BC Transit in Kooperation betrieben wird.

## Tourismus
In der Nähe der Stadt befindet sich der 17.245 ha große Elk Lakes Provincial Park, etwas weiter entfernt der Peter Lougheed Provincial Park und der Height of the Rockies Provincial Park sowie der Top of the World Provincial Park.

## Belege
1. 1 2  Elkford Community Profile. Census 2016. In: Statistics Canada. 9. August 2019, abgerufen am 6. September 2019 (englisch).
2. ↑  Origin Notes and History. Elkford. In: GeoBC. Abgerufen am 10. August 2012 (englisch).
3. ↑  Elkford Community Profile. Census 2011. In: Statistics Canada. 31. Mai 2016, abgerufen am 18. Dezember 2023 (englisch).
4. ↑  Elk Valley Transit System. BC Transit, abgerufen am 11. Oktober 2020 (englisch).